# Vasco Ermigues Cardoso
Vasco Ermigues Cardoso (1255 -?) foi um Cavaleiro medieval do Reino de Portugal, foi Senhor da Quinta de Cardoso e da Honra de Cardoso, cidade de Braga.

## Relações familiares
Foi filho de Ermigo Pais de Matos (1220 -?) e de Mécia Soeiro Cardoso. Foi pai de:
1. Lourenço Vasques Cardoso (1300 -?)